# Coming Home (1978)
Coming Home is een Amerikaanse dramatische langspeelfilm uit 1978 onder regie van Hal Ashby met Jane Fonda, Jon Voight en Bruce Dern in de hoofdrollen naar een verhaal van Nancy Dowd, bewerkt door Waldo Salt en Robert C. Jones. In de film komt een driehoeksverhouding aan bod tussen een jonge vrouw, haar echtgenoot, een marinier, en een gehandicapte oorlogsveteraan van de Vietnamoorlog, verlamd na een dwarslaesie die ze ontmoet terwijl haar echtgenoot in het buitenland in actieve dienst bij het United States Marine Corps is.

## Rolverdeling
| Acteur           | Personage            |
| ---------------- | -------------------- |
| Jane Fonda       | Sally Hyde           |
| Jon Voight       | Luke Martin          |
| Bruce Dern       | Captain Bob Hyde     |
| Penelope Milford | Vi Munson            |
| Robert Carradine | Bill Munson          |
| Robert Ginty     | Sergeant Dink Mobley |
| Mary Gregory     | Martha Vickery       |
| Kathleen Miller  | Kathy Delise         |
| Beeson Carroll   | Captain Earl Delise  |
| Willie Tyler     | Virgil               |
| Lou Carello      | Bozo                 |
| Charles Cyphers  | Pee Wee              |
| Olivia Cole      | Corrine              |
| Tresa Hughes     | Nurse Degroot        |
| Bruce French     | Dr. Lincoln          |

## Erkenning
De film ging in première op het Filmfestival van Cannes van 1978 waar Jon Voight beste acteur op het Filmfestival van Cannes werd.
De film was een van de succesvolle films op de 51ste Oscaruitreiking in april 1979 met drie gewonnen Academy Awards op een totaal van acht nominaties die avond. Enkel The Deer Hunter, met vijf oscars en negen nominaties overtrof Coming Home.
Jon Voight kreeg de Oscar voor beste acteur, Jane Fonda kreeg de Oscar voor beste actrice en Nancy Dowd, Waldo Salt en Robert C. Jones kregen de Oscar voor het beste originele scenario.
Bruce Dern had daarboven een nominatie voor de Oscar voor beste mannelijke bijrol, Penelope Milford voor de Oscar voor beste vrouwelijke bijrol, Hal Ashby een nominatie voor de Oscar voor beste regisseur en Don Zimmerman voor de beste montage. Tot slot was de film zelf ook genomineerd voor de Oscar voor beste film.
Bij de Golden Globes kregen Jon Voigh en Jane Fonda de Golden Globe voor respectievelijk Beste drama-acteur en Beste drama-actrice, naast nominaties voor Beste drama, Beste regisseur, Beste mannelijke bijrol en Beste scenario.